# Euzetes seminulum
Euzetes seminulum är en kvalsterart som först beskrevs av Otto Friedrich Müller 1776. Euzetes seminulum ingår i släktet Euzetes och familjen Ceratozetidae. Inga underarter finns listade i Catalogue of Life.